# Hieracium baenitzianum
Hieracium baenitzianum es una especie de planta con flor del género Hieracium, de la familia Asteraceae, orden Asterales.

## Distribución
Hieracium baenitzianum se distribuye por Francia y España.

## Taxonomía
Fue descrita científicamente por Arv.-Touv. Fue publicada en Spicil. Rar. Hierac.: 47 (1886).